# 小行星8928
小行星8928（英語：8928）是一颗围绕太阳公转的小行星。1996年12月23日，北京天文台施密特CCD小行星计划在兴隆发现了此天体。
这颗小行星的绝对星等为353.16079等。